# Prelat

Timbre per a l'escut d'un Prelat

Un prelat és un eclesiàstic amb una certa autoritat a l'Església Catòlica, o bé perquè està al capdavant d'una jurisdicció o bé perquè té aquest títol honorífic. No és necessari ser bisbe per a ser prelat. Poden ésser tractats de monsenyor tots els prelats, des dels patriarques als abats, excepte els que també siguin cardenals.
Entre els prelats, hi ha els qui estan al capdavant d'una prelatura territorial o d'una prelatura personal. També reben aquest nom els cardenals, bisbes i altres que participen en el govern de l'Església, així com els abats, superiors generals i provincials, vicaris generals i capitulars.
També existeixen les prelatures honorífiques, que generalment s'atorguen als sacerdots membres de la Cúria Romana i a altres sacerdots a tot el món, que en rebre determinades distincions eclesiàstiques obtenen el dret de portar alguns atributs episcopals.